# Douglas Day Stewart
Douglas Day Stewart (3 gennaio 1940) è uno sceneggiatore e regista statunitense, divenuto famoso specialmente per aver scritto le storie dei due film cult degli anni ottanta Ufficiale e gentiluomo e Laguna Blu.

## Biografia
Laureatosi presso la Claremont McKenna College, Douglas raggiunse la fama curando tutto da solo i soggetti e le sceneggiature dei celebri Laguna blu (1980) e Ufficiale e gentiluomo (1982), di cui, oltre che lo sceneggiatore, fu anche uno dei produttori. In particolare la sceneggiatura di quest'ultimo film è basata sulla reale esperienza di Day Stewart, quando prestò servizio militare come candidato come Ufficiale di Marina. Questo lavoro gli valse una candidatura per l'Oscar alla migliore sceneggiatura originale. Altre sceneggiature note furono The Boy in the Bubble Plastic (1976) e La lettera scarlatta (1995), con Demi Moore e Gary Oldman.

## Vita privata
Douglas si è sposò tre volte: dal 1990 al 1996 con l'attrice Alena Mekelburg, con cui ebbe un figlio, Dylan, divenuto un giornalista freelance; dal 1997 per soli 3 mesi con Joani Stewart, con la quale ebbe un altro figlio, Sean Stewart conosciuto anche come "Douglas"; e infine dal 1999 è sposato con Judith Gersten, con cui nel 2000 ha avuto una figlia, Shady, divenuta un'attrice.

## Filmografia

### Sceneggiatore

#### Cinema
- Gone with the West, regia di Bernard Girard (1975)
- The Boy in the Plastic Bubble, regia di Randal Kleiser (1976)
- Una finestra sul cielo II, regia di Larry Peerce (1978)
- Laguna blu (The Blue Lagoon), regia di Randal Kleiser (1980)
- Ufficiale e gentiluomo (An Officer and a Gentleman), regia di Taylor Hackford (1982) (anche produttore)
- Thief of Hearts (1984) (anche regista)
- Navigator, regia di Randal Kleiser (1986)[3]
- Listen to Me (1989) (anche regista)
- La lettera scarlatta, regia di Roland Joffé (1995)
- Silver Strand, regia di George Miller (1995)

#### Televisione
- Room 222 (1969-1970) – serie TV[4]
- Bonanza (1970) – serie TV
- Cannon (1971) – serie TV
- The Man Who Could Talk to Kids (1973) – serie TV
- Murder or Mercy (1974) – serie TV
- The Last Survivors (1975) – serie TV

### Regista

#### Cinema
- Ladro di donne (1984) (anche sceneggiatore)
- Listen to Me (1989) (anche sceneggiatore)
- The Visionary (1990)

## Riconoscimenti
- Premio Oscar
  - 1983 - Candidatura per la migliore sceneggiatura originale per Ufficiale e gentiluomo
  - 1996 - Candidatura per la migliore sceneggiatura non originale per La lettera scarlatta
- Premio Emmy
  - 1977 - Candidatura per la migliore sceneggiatura per The Boy in the Plastic Bubble[5]